# 蒂娜和米罗
蒂娜和米罗分别是2026年米兰-科尔蒂纳丹佩佐冬奥会、冬残奥会的官方吉祥物。二者为拟人化的雪鼬。
蒂娜和米罗是2026年冬奥会、冬残奥会吉祥物公开投票的胜出者。吉祥物参选作品1600余个，而这些方案均由6至14岁的意大利学生绘制。最终，由塔韦尔纳综合学院的学生设计的蒂娜和米罗以53%的得票率胜出。竞选活动由米兰-科尔蒂纳丹佩佐奥组委和意大利教育部举办。吉祥物以冬奥会主办地科爾蒂納丹佩佐和米蘭命名。其形象于2月7日的圣雷莫音乐节公布。
蒂娜和米罗是一对姐弟。姐姐蒂娜是奥运吉祥物，白毛，从意大利的山脉移居到城市以探索新事物。弟弟米罗是残奥吉祥物，棕毛，出生时无右足，以尾代脚行走。设计吉祥物的学生表示，鼬鼠是天真和纯洁的象征，它们俩不同的毛色代表着双重性和多样性。奥组委称之为“首个公开的Z世代吉祥物”。陪伴蒂娜和米罗的是一个由六朵拟人化的雪绒花，名为“弗洛”。弗洛以吉祥物设计大赛亚军作品为基础，由塞格拉特萨宾综合学院的学生设计。它们象征着希望和坚韧。
意大利于2025年铸造的一批欧元硬币刻有为纪念2026年冬季奥运会和冬残奥会而设计的图案，其中一些图案采用了吉祥物形象。